# Angelina Lanza Damiani
Angelina Lanza Damiani (Palermo,  13 febbraio 1879 – Gibilmanna,  14 luglio 1936) è stata una scrittrice e poetessa italiana.

## Biografia
La vita di Angelina Lanza Damiani seguì un percorso singolare che, dagli ambienti della borghesia colta della Palermo di fine Ottocento, la condusse ad un'ascesi spirituale, anche sotto l'influsso del pensiero di Antonio Rosmini.
In famiglia, fin dai primi anni di vita, ricevette stimoli artistici e culturali sia dal padre, l'architetto Giuseppe Damiani Almeyda, cui, fra le altre opere, si deve il Teatro Politeama Garibaldi di Palermo, sia dalla madre, la poetessa Eleonora Mancinelli, figlia del pittore Giuseppe Mancinelli. «Anche l'ambiente familiare», come nota  Ettore Caccia, «la predisponeva al culto delle cose belle». «Suo padre» scrive Consolo in un articolo uscito sul Corriere della Sera del 20 agosto 2002 «ha creato per la propria famiglia un'oasi dorata: nel salone di ricevimento amici e conoscenti, artisti e intellettuali si alternano con le ragazze Damiani in esecuzioni di musica da camera e letture poetiche».
Il matrimonio nel 1898 con Domenico Lanza, «cresciuto in clima positivista», libero docente di botanica coloniale e Conservatore dell'Orto Botanico di Palermo, si rivelò per la giovane artista «una delusione sconfortante». Da questa unione nacquero cinque figli: Maria Filippina, Antonietta, Antonio, Vittorio e Filippina-Antonietta-Rosalia-Eucaristica.
Come autrice, si fece notare per la prima volta nel 1912, anno di pubblicazione dei versi La fonte di Mnemosine, ispirati alla tradizione di Pascoli e Carducci. Fra gli altri, la sua opera fu apprezzata da Giovanni Alfredo Cesareo, Eugenio Donadoni, Alessio Di Giovanni, Ada Negri, a cui fu legata da una lunga amicizia. Nella Nuova Antologia fu definita «vera poetessa, con una sicura anima di poesia, con un singolare magistero d'arte, con una visione compiuta, sentita, nobilissima della vita».
Per Camillo Pellizzi «nelle "Fonti di Mnemosine" e in alcune altre sparse poesie la Lanza ha toccato, a tratti, il più alto segno della nostra recente poesia femminile». Di questo stesso periodo è la collaborazione con alcuni giornali quali il Corriere di Sicilia, la Rivista per le signorine, la Vita femminile, La nostra rivista. Mantenne una fitta corrispondenza con intellettuali e religiosi dell'epoca di cui si ha testimonianza nel suo epistolario costituito da circa mille lettere. Di particolare rilievo per la sua formazione fu la frequentazione della Biblioteca filosofica di Palermo, fondata nel 1910 da Giuseppe Amato Pojero.
Una svolta decisiva nella sua vita avvenne in seguito all'incontro a Gibilmanna con il cappuccino Giustino da Patti, che la iniziò alla conoscenza delle opere del filosofo Antonio Rosmini, al cui studio si dedicò sistematicamente dal 1913 al 1915, avvicinandosi anche agli scritti su Rosmini di Antonio Fogazzaro (Discorsi) e di Alessandro Manzoni (Dialogo dell'invenzione). Entrò in contatto con l'Istituto della carità e nel 1916 fu accolta come "ascritta" rosminiana; successivamente, nel 1935, divenne "figlia adottiva", ruolo che comportava alcuni obblighi. Fu terziaria francescana e rosminiana e presidente di un gruppo femminile di Azione Cattolica. Nel suo percorso spirituale verso il misticismo influirono due eventi tragici: le morti delle due figlie Antonietta e Maria Filippina; la prima stroncata dal tifo nel 1918, la seconda dall'anemia mediterranea nel 1922.
La sua produzione letteraria testimonia questo percorso spirituale. Nel 1927, la Completa offerta di sé a Dio fu pubblicata anonima sul bollettino rosminiano Charitas. Due anni dopo, nel 1929, l'autrice fu nominata socia dell'Accademia Nazionale di Scienze, Lettere ed Arti di Palermo. Nel 1932 diede vita al primo cenacolo rosminiano a Palermo insieme a Giuseppe Amato Pojero, Giuseppe Maggiore, Giulio Bonafede, padre Egidio Castelbuono ed altri. Tra il 1924 ed il 1936, scrisse le pagine del suo Diario spirituale, edito nella sua versione integrale nel 2000. Dal 1935 al 1937 apparve a puntate sulla rivista Lumen di Roma il romanzo La casa sulla montagna, che venne poi pubblicato postumo nel 1941 con prefazione di Emilio Bodrero.

## Riconoscimenti
Alla sua memoria sono dedicate una piazzetta a Palermo e due strade a Gratteri e a Giarre.

## Riferimenti nella cultura
La poetessa «mistica rosminiana» Angelina Lanza è uno dei personaggi del romanzo Nottetempo, casa per casa di Vincenzo Consolo, descritta in un ambiente familiare del tutto diverso dalla realtà storica.

## Opere
- A frate Jacopone, Soc. ed. Dante Alighieri, Roma, 1901
- Leggenda, Soc. ed. Dante Alighieri, Roma, 1901
- Le rime dell'innocenza, Ed. Remo Sandron, Milano, Palermo, Napoli, 1903
- La fonte di Mnemosine, Ed. Remo Sandron, Palermo, 1912
- Versi, Direzione della Nuova Antologia, Roma, 1915
- Giuseppe Mancinelli, Società Amici Dell'arte Cristiana, Milano, 1917
- Pagine spirituali : le virtu nascoste, la completa offerta, S.A.L.E. Sodalitas, Milano, 1939
- Un raggio di luce su Leysin : lettere alla nipote Virginia, SPES, Milazzo, 1965
- Lettere, a cura di Peppino Pellegrino, prefazione di P. Giuseppe Bozzetti, Spes, Milazzo;  Sodalitas, Stresa, 1980
- La casa sulla montagna, Spes, Milazzo; Sodalitas, Stresa, 1981
- Poesie, a cura di Peppino Pellegrino, Edizioni Spes, Milazzo, 1983
- Diario spirituale : 1924-1936, a cura di Peppino Pellegrino, Edizioni Spes-Fondazione Capogrossi, Roma, 2000
- (fr) La maison dans la montagne, traduit de l'italien par Christophe Carraud, illustrations de Pierre-Yves Gabioud, Ed. de la revue Conférence, 2013.

### Libri
- Camilla Bisi, Poetesse d'Italia, dott. Riccardo Quintieri editore, Milano, 1916
- Vittorio G. Gualtieri, Poesia e poeti. Da Dante ad Angelina Lanza, Le Monnier, Firenze, 1937
- Gandolfo Iraggi, Profilo di Angelina Lanza mistica poetessa palermitana, Palermo, Tip. del Giornale di Sicilia, 1958?
- Maria Teresa Giuffrè, Per vie di mistero : Angelina Lanza Damiani e la scrittura di sé : Novecento rosminiano in Sicilia, Roma, Studium, 2012
- Giuseppe Pellegrino, Itinerario spirituale e artistico di Angelina Lanza Damiani : con documenti inediti, Milazzo, SPES, 1981
- Claudia Giurintano, Concetto di storia e impegno sociale di Angelina Damiani Lanza (1932-1936), Palermo, ISSPE, 2001
- Itala Sacco Giglio, Conversazioni: Giuseppina Turrisi Colonna, Ferdinando Di Giorgi, Angelina Lanza Damiani, Palermo, Thule, 1998
- Giuseppe Pellegrino, Nota bio-bibliografica sulla scrittrice ascetica rosminiana Angelina Lanza-Damiani, 1879-1936, C. Antonioli, Domodossola, 1950
- Luigi Sturzo, Mario Sturzo, Carteggio, IV, 1935-1940, a cura di Gabriele de Rosa, Edizioni di Storia e Letteratura Istituto Luigi Sturzo, Roma, 1985
- Ettore Caccia, Tecniche e valori dal Manzoni al Verga, Firenze, Leo S. Olschki, 1969.
- Camillo Pellizzi, Le lettere italiane del nostro secolo, Milano, Libreria d'Italia, 1929.
- Gérard Albisson, Con i libri in cammino, a cura di Giovanni Sias, Polimnia digital editions, Sacile (PN), 2017
- Eugenia Roccella, Lucetta Scaraffia, Italiane: dalla prima guerra mondiale al secondo dopoguerra, vol. II, Dipartimento per l'Informazione e l'Editoria del Consiglio dei Ministri, Roma, 2003
- Enciclopedia della Sicilia, a cura di Caterina Napoleone, progetto e direzione artistica di Franco Maria Ricci, Parma, Ricci, 2006
- Mariella Maira, Storia di bellezza, Angelina Lanza Damiani, Palermo, Compostampa, 2007.

### Riviste
- Maria Sticco, Angelina Lanza Damiani e la sua "Casa sulla montagna", Humanitas, 14, 1959, pp. 298-306
- Ettore Caccia, Rassegna di scrittori rosminiani tra Ottocento e Novecento, in Lettere italiane, vol. 12, n. 4, Firenze, Leo S. Olschki, ottobre-dicembre 1960,  pp. 446-455.
- Domenico Mondrone, Arte e ascesa spirituale di Angelina Lanza Damiani, Civiltà Cattolica, 1960, IV, pp. 569-583
- Giuseppe Lo Cane, Presentazione del Diario di Angelina Lanza, Bimestrale del Sindacato libero scrittori italiani, Anno II, 1-4, Bibliotheca Edizioni, Roma, 2004, pp. 9-11
- Cinzia Emmi, La rappresentazione delle cittadine alle soglie del XX secolo nelle opere di Elvira Mancuso, Angelina Lanza e Maria Messina, Chronica Mundi , 2017, Vol. 12 Issue 1, p. 126-146.